# Peroralna kontracepcija
Peroralno kontracepcijo predstavljajo kemične substance, ki jih sprejmemo preko ust in preprečujejo normalno plodnost. Vse delujejo na hormonski sistem. Ženske kontracepcijske tabletke so na tržišču že od zgodnjih 1960-tih in so zelo popularne. Uporablja jih na milijone žensk po vsem svetu: približno tretjina spolno aktivnih žensk v Združenem kraljestvu, v nekaterih deželah pa dosti manj, recimo na Japonskem. Kontracepcijske tablete za moške so v fazi raziskav in razvoja, tako da še niso na razpolago širokim množicam.

## Principi
Kontracepcijske tabletke za ženske so najpogostejša oblika farmakološke kontracepcije. Služijo preprečevanju nosečnosti. Uporabljajo jih tudi za kontrolo disfunkcijskih krvavitev ali na primer za urejanje simptomov policističnih ovarijev. Sestavljene so iz tablet, ki jih ženska jemlje dnevno in vsebujejo odmerke sintetičnih hormonov (vedno progesterona in pogosto tudi estrogena). Pri določenih tipih tabletk so odmerki hormonov prilagojene tako, da so v sihronosti z menstrualnim ciklusom (dva do tri fazne tablete), medtem ko imajo druge konstantne koncentracije hormonov.

## Mehanizem delovanja
Tabletke delujejo na več načinov. Preprečujejo ovulacijo, povzročijo tudi, da je verjetnost, da se embrio vgnezdi v maternico manjša. Pride tudi do spremembe cervikalne sluzi, tako da spermiji težje dosežejo jajčece.
Obstaja več različni tipov 'tabletk'. Na splošno so jih vse razvili na podlagi različnih sintetičnih estrogenov in progestinov - kemičnih analogov naravnih hormonov estrogena in progesterona. Najbolj pogoste oblike vsebujejo 20 do 40 mikrogramov ethinil estradiola (estrogenska komponenta) in fiksno ali variabilno dozo (bi ali tri fazne tabletke) levonorgestrela ali norethindrona (progestagenska komponenta).

## Učinkovitost
Največkrat za učinkovitost različnih metod kontracepcije uporabljamo Pearlov indeks. Izraža število zanositev normalno plodnih žensk v obdobju enega leta. Vsaka metoda omejevanja zanositve ima dve številki Pearlovega indeksa:
- učinovitost metode: na pokaže Pearlov indeks v idealnih pogojih. Po tej metodi so Pearlov indeks za učinkovitost kontracepcijskih tablet ocenili na 0,3 - 1,25, kar pomeni, da  bo ob idealnih pogojih v enem letu zanosilo 0,3- 1,25 žensk od 100-tih, če bodo popolnoma urejeno uporabljale tabletke.
- uporabniška učinkovitost: nam pokaže Pearlov indeks v tipičnih(realnih) pogojih. Po tej metodi so Pearlov indeks za učinkovitost kontracepcijskih tablet ocenili na 2,15 - 8,0, kar pomeni, da  bo ob povprečnih pogojih v enem letu zanosilo 2,15- 8,0 žensk od 100-tih, če bodo povprečno urejeno uporabljale tabletke.

Dosti žensk občasno pozablja jemati tabletke, kar zmanjšuje njihovo učinkovitost. Idealni pogoji pomenijo recimo jemanje tabletke vsak dan ob enaki uri 21 dni, nato sledi pavza 7 dni (odvisno tudi od tabletk).
Tudi sočasna uporaba drugih zdravil lahko zmajša delovanje tabletk, zaradi interakcij v metabolizmu hormonskih komponent. Tudi driska bo lahko zmanjšala učinkovitost tabletk, ker se hormoni ne pravilno absorbirajo iz črevesja.
Medtem ko so tabletke navadno učinkovite, pa niso uspele preprečiti »nezaželenih nosečnosti«. Po statistikah The Alan Guttmacher Institute (AGI) se je po uvedbi kontracepcijskih tabletk število splavov povečalo na 1,000,000 na leto, čeprav se trenutno zmanjšuje. To pripisujejo tudi večji pogostosti pričakovanj, da spolna aktivnost ne bi nikoli povzročile rojstva, tudi če kontracepcija ne uspe.

## Ovojnina
Tabletke lahko nahajamo v dveh različno velikih pakiranjih; vsak od njiju ima navadno označene dneve menstrualnega cikla, ki traja 28 dni. Pri tabletkah, ki so pakirane po 21, ženske jemljejo vzak dan po eno tabletko 21 dni, preostalih 7 dni pa ne. Nato začnejo zopet z novo zloženko tablet. Tabletke, ki so pakirane po 28 tabletk, jih ženske jemljejo vse dni cikla, vendar jemljejo zadnjih 7 dni le placebo tabletke, ki so vključene v pakiranju. Po zadnji zaužiti placebo tabletki začnejo ženske prihodnji dan z novo škatlico. Namen placebo tabletk je le ta, da uporabnica jemlje tabletke vsak dan in ji ni treba preračunavati, kdaj mora po sedemdnevnem odmoru začeti jemat tabletke iz nove zloženke. Možna je tudi preložitev menstruacije in sicer tako, da ženska ves čas jemlje kontracepcijske tabletke in ne naredi odmora.

## Interakcije z drugimi zdravili
Nekatera zdravila znižujejo učinek kontracepcijskih tabletk in s tem se poveča možnost zanositve. Med takšna zdravila sodijo antibiotiki,barbiturati, fenitoini in karbazepini.

## Stranski učinki
Določene ženske se po tem, ko začnejo jemati kontracepcijske tablete, rahlo zredijo. Ta stranski učinek je individualne narave, saj se določene ženske ne zredijo, nekatere pa, ki že imajo zvišano telesno težo, pa se še dodatno zredijo. Določene ženske opazijo tudi spremembe v intenzivnosti želje po spolnosti, spremembe vaginalnega izcedka in menstruacije.
Drugi stranski učinki so še: slabost, glavoboli, depresija, vaginitis, urinarni infekt, spremembe dojk, spremembe na koži in vnetje dlesni.

## Previdnostni ukrepi in kontraindikacije
Peroralna kontracepcija vpliva na proces strjevanja krvi ter zviša tveganje nastanka krvnih strdkov, ki lahko povzročijo
globoko vensko trombozo,
pljučno embolijo, možgansko kap ali srčni infarkt. Tveganje je večje, če ima ženska že kakšno
srčnožilno bolezen, če obstaja družinska tendenca k nastanku krvnih strdkov,  prav tako pa tudi pri ženskah s težavami z debelostjo,
hiperholesterolemijo in pri kadilkah.
Kontracepcijske tabletke povezujejo tudi z zvišanjim tveganjem za pojavom pljučnega raka, čeravno novejše tabletke naj ne bi imele vpliva na pojav te bolezni. V redkih primerih estrogen v tabletkah povzroči
benigno intrakranalno hipertenzijo. Jemanje tabletk zviša tudi verjetnost nastanka benignega jetrnega tumorja.
Verjetnost pojavitve zgoraj naštetih problemov se veča s starostjo, zlasti če so prisotne še druge zdravstvene težave. Posebej velikemu tveganju se izpostavljajo ženske, starejše od 35 let, ki pokadijo več kot 15 cigaret na dan ali imajo bolezni, povezane s srčnim ifarktom, kot so diabetes, arterijska hipertenzija (povišan krvni tlak) ali hiperholesterolemijo ali s podedovanim nagnjenjem k pojavu krvnih strdkov.

## Koristi in tveganja
Kontracepcijske tablete imajo poleg kontraceptijskega učinka in uravnavanja nerednega menstrualnega cikla še druge zaželene učinke na organizem. Obstajajo dokazi, da zmanjšajo verjetnost nastanka raka na jajčniku in endometrialnega raka (raka maternične sluznice). Vendar pa našteti koristni stranski učinki niso tako dobro raziskani kot neželeni učinki, kot je zvišano tveganje za pojav raka dojke in globoke venske tromboze.

## Zgodovina

### Izum
Carl Djerassi (1923) je izumil noretindron okrog 1950. Tabletko je v 1950-ih razvijal Gregory Pincus, z vzpodbudo in finančno pomočjo Margaret Sanger in Katharine McCormick, obe sta bili aktivistki na tem področju.
Ameriška agencija za hrano in zdravila FDA je odobrila klinično uporabo 9 maja 1960. Okrog nje se je razvilo več pomembnih sodnih procesov, kot sta Poe v. Ullman in Griswold v. Connecticut, preden je postala na voljo vsem ženskam primerne starosti.

### Francija
Kontracepcijske tablete so postale zakonite leta 1967.

### Japonska
Na Japonskem je bila peroralna kontracepcija prepovedana skorajda 40 let; ves čas so potekale debate o njeni varnosti in tveganju okužbe s spolno prenosljivimi boleznimi. Prepoved je temeljila zlasti na bojazni, da bi peroralna kontracepcija zmanjšala uporabo kondomov. Posledično je še dandanes na Japonskem uporaba kontracepcijskih tablet zelo malo razširjena.